# Alexander Kolyaskin Memorial 2003
L'Alexander Kolyaskin Memorial 2003 è stato un torneo di tennis facente parte della categoria ATP Challenger Series nell'ambito dell'ATP Challenger Series 2003. Il torneo si è giocato a Donec'k in Ucraina dall'8 al 14 settembre 2003 su campi in cemento.

## Vincitori

### Singolare
Tomáš Cakl ha battuto in finale  Orest Tereščuk con il punteggio di 5–7, 7–6(5), 7–6(0)

### Doppio
Harsh Mankad /  Jason Marshall hanno battuto in finale  Serhij Stachovs'kyj /  Andrej Stoljarov con il punteggio di 6–2, 6–4